# Wilhelm Bauer (schip, 1945)

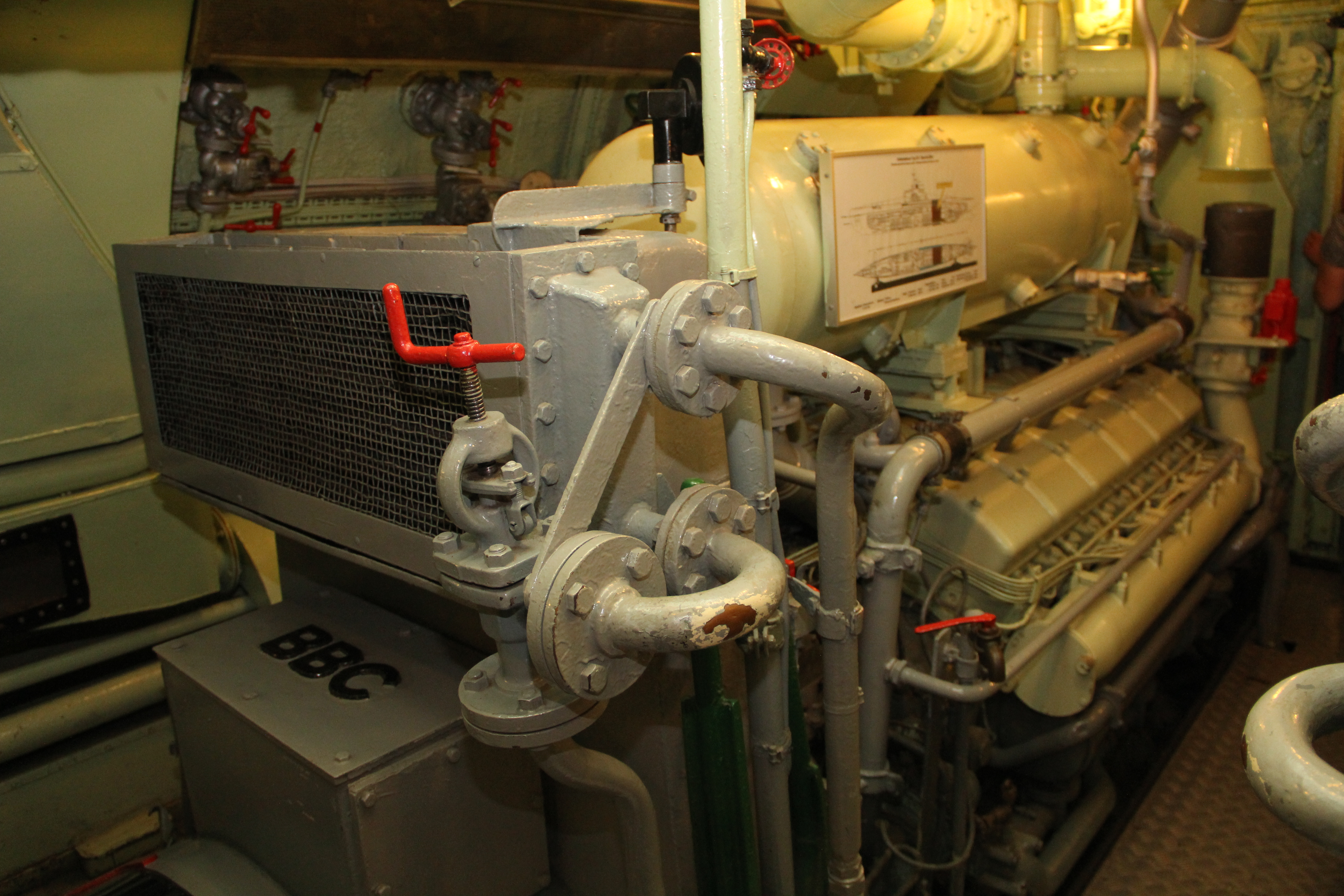
Een van de dieselmotoren

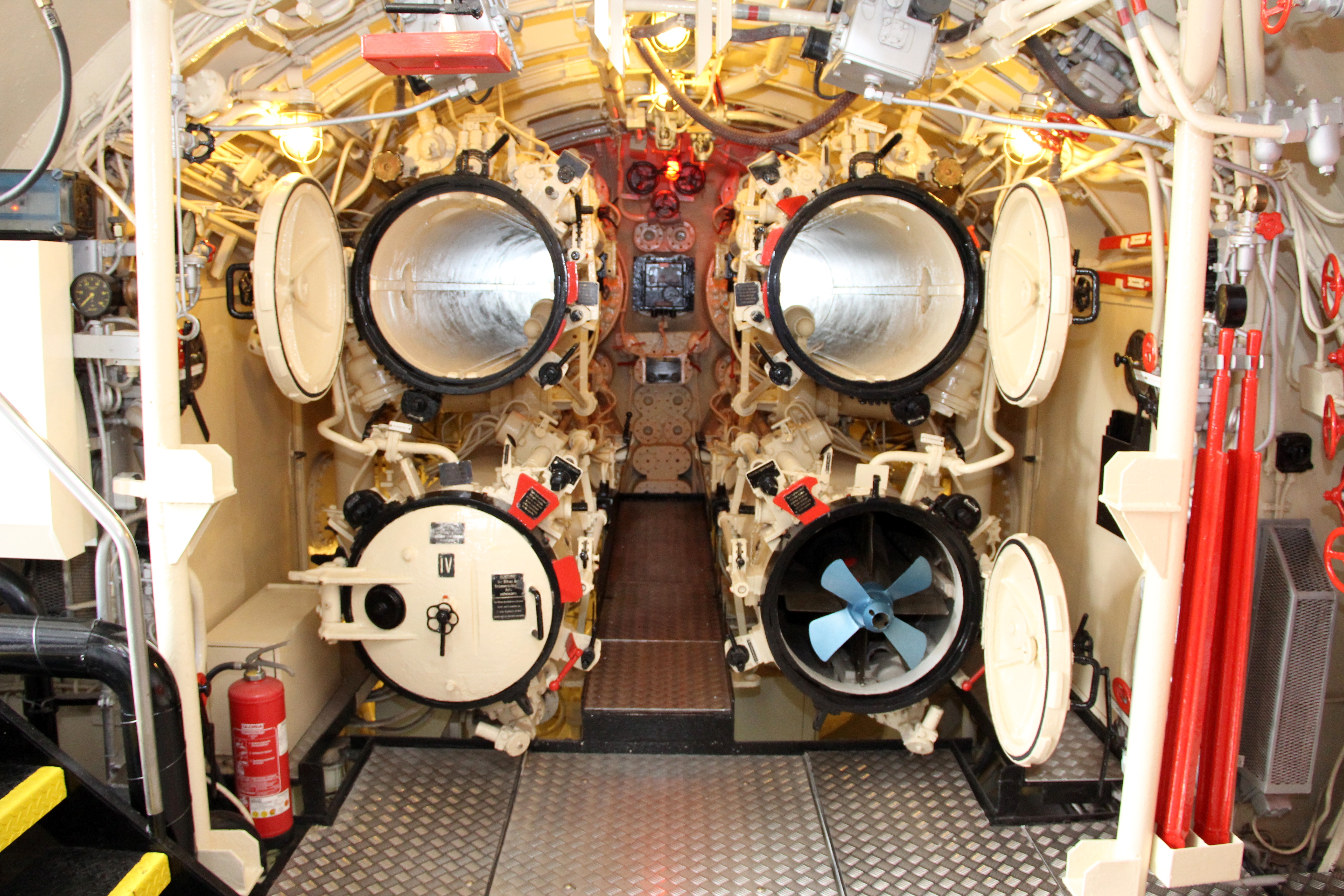
Torpedokamer voorzijde

De Wilhelm Bauer (oorspronkelijk: U 2540) is een type XXI U-boot van de Kriegsmarine van nazi-Duitsland. Hij werd in januari 1945 tewatergelaten, maar heeft geen actieve dienst gedaan tijdens de Tweede Wereldoorlog. Hij werd door de bemanning aan het einde van de oorlog tot zinken gebracht. In 1957 werd de boot geborgen en opgeknapt en kwam in 1960 in dienst bij de Duitse Marine. In 1980 werd de boot, na een aanvaring, buiten gebruik gesteld en in 1982 uit dienst genomen. Het is nu een museumboot in Bremerhaven en de enige overgebleven versie van dit type onderzeeboot.

## Bouw en oorlogstijd
Met de bouw van U 2540 werd begonnen in oktober 1944 op de scheepswerf van Blohm + Voss in Hamburg. Op 13 januari 1945 werd het schip tewatergelaten en maakte vanaf 24 februari 1945 onderdeel uit van de 31. Unterseebootsflottille voor trainingsdoeleinden. In april 1945 ging de boot naar het front na een training op het Oostzee eiland Bornholm. Als gevolg van de voortdurende brandstoftekorten werd de boot verplaatst naar Swinemünde voordat hij tot zinken gebracht in de buurt van het lichtschip voor Flensburg op 4 mei 1945.

## Berging en opnieuw in dienst
In juni 1957, na meer dan 12 jaar op de zeebodem van de Oostzee, werd hij geborgen. De Howaldtswerke in Kiel maakte de onderzeeboot vaarklaar. Vanaf 1 september 1960 tot 28 augustus 1968 deed hij dienst als een onderzoeksschip. Hij voer toen onder de naam Wilhelm Bauer, de uitvinder van de eerste Duitse U-boot. Vanaf mei 1970 kreeg hij een civiele bemanning en werd vooral gebruikt als testvaartuig voor de technische innovaties voor de nieuwe Type 206 onderzeeër. Na een botsing met de Duitse torpedobootjager D172 op 6 mei 1980 werd de Wilhelm Bauer opgelegd en op 15 maart 1982 uit dienst gesteld.

## Conversie naar museumschip
Het schip werd in de verkoop gedaan en overgenomen door de Duitse Maritiem Museum Vereniging en het Deutsches Schiffahrtsmuseum in Bremerhaven. De boot werd hersteld in zijn oorspronkelijke Tweede Wereldoorlog configuratie en vanaf 27 april 1984 is het opengesteld als museumboot.

## Naslagwerken
- (de) Deutsche U-Boot-Verluste von September 1939 bis Mai 1945. Der U-Boot-Krieg (1999). Auteurs: Rainer Busch en Hans-Joachim Röll. ISBN 3-8132-0514-2.
- (de)  U-Boote, Hilfskreuzer, Minenschiffe, Netzleger, Sperrbrecher. Die deutschen Kriegsschiffe 1815-1945 (1985). Auteur: Erich Gröner. ISBN 3-7637-4802-4.